# Andrzej Górak
Andrzej Górak (Andrychów, 15 febbraio 1951) è un ingegnere polacco, a capo del Laboratorio di separazione di fluidi presso il dipartimento di ingegneria chimica e biochimica all’università tecnica TU di Dortmund.

## Carriera
Andrzej Górak ha studiato chimica all'università tecnica di Lodz in Polonia. Ha ottenuto il suo dottorato di ricerca presso la facoltà di ingegneria di processo nel 1979. Ha focalizzato la sua tesi sulla distillazione continua di miscele multicomponente. Ha lavorato come ricercatore nella stessa facoltà fino al 1988.
I quattro anni successivi li ha trascorsi come ricercatore alla Henkel KGaA di Düsseldorf. Completa la sua "abilitazione" alla RWTH ad Aquisgrana nel 1989 e all'università tecnica di Varsavia nel 1990.
Nel 1992 inizia a insegnare “Processi di separazione di fluidi” all'università tecnica TU di Dortmund e nel 1996 inizia a insegnare la stessa materia all'università di Essen.
Quattro anni dopo, nel 2000, ritorna all'università tecnica TU di Dortmund a capo del laboratorio di separazione di fluidi.
Nello stesso tempo è stato professore a tempo pieno presso l'università tecnica di Lodz dal 2003.
Dal 2009 è preside della facoltà di ingegneria chimica e biochimica della TU di Dortmund. Nella stessa università è stato eletto nell'aprile del 2011 prorettore alla ricerca. Ha mantenuto la sua posizione fino al gennaio del 2014. 
Dal 2010 al 2012 è stato membro del Consiglio di centro nazionale per la ricerca e lo sviluppo , nominato dal ministro polacco della scienza .
Le attività scientifiche del professor Andrzej Górak sono focalizzate sulla simulazione computerizzata e sulla validazione sperimentale dei processi integrati di reazione e separazione, come la distillazione reattiva e l'assorbimento reattivo nonché sull'analisi dei processi di separazione ibridi e la purificazione di prodotti biotecnologici.
Górak è un editor della rivista internazionale Chemical Engineering and Processing: Process Intensification.
Nel 2010 è stato insignito della croce al merito (Verdienstkreuz am Bande) dalla repubblica federale di Germania per i suoi contributi all'intesa internazionale tra la Polonia e la Germania.
Nel 2013 il presidente della Repubblica della Polonia gli ha conferito un premio Ordine e merito della Repubblica di Polonia. Nel 2014 è stato anche premiato da DECHEMA e Verein Deutscher Ingenieure con Kirschbaum - Medaille per i suoi altissimi meriti nella separazioni dei fluidi. È anche redattore della serie di tre libri sulla distillazione (2014) che sono la revisione più completa su questa tecnologia.

## Ricerche
Separazione di Fluidi Convenzionale
- Distillazione, assorbimento ed estrazione
- Trasferimento di massa e di calore in sistemi multicomponente
- Determinazione sperimentale dei parametri del modello
- Rigorosa modellazione e simulazione (continuo e discontinuo)

Separazione Reattiva
- Distillazione, assorbimento ed estrazioni reattivi
- Modellazione, simulazione e investigazione sperimentale
- Design di processo e ottimizzazione

Separazioni a Membrana
- Perevaporazione e permeazione di vapori
- Nanofiltrazione e reattori a membrana
- Modellazione e simulazione di dettaglio
- Determinazione sperimentale dei parametri del modello

Separazioni Ibride
- Combinazioni di sistemi convenzionali di separazione di fluidi
- Processi assistiti di separazione a membrana
- Modellazione, simulazione, ottimizzazione e investigazione sperimentale

Intensificazione di Processo
- Utilizzo di separazione reattiva e ibrida
- Combinazione di membrane con separazioni reattive
- Indagine di separazioni su letto impaccato rotante

Bioseparazioni
- Estrazioni di biomolecule in fase acquosa
- Applicazioni di liquidi ionici per bioestrazioni
- Assorbimento di prodotti farmaceutici con membrane
- Separazione di bioalcool con membrane organofile
- Ottimizzazione dei processi di valle

## Meriti e Riconoscimenti
- 2014: “Kirschbaum-Medaille” per i suoi altissimi meriti nella separazione di fluidi
- 2013: "Kavalierskreuz" riconoscimento all'ordine e a merito dalla Repubblica di Polonia per i suoi interventi alla società tedesca-polacca.
- 2012: "Best project award 2012" per gli obiettivi del progetto europeo (Advanced Interactive Materials by Design)
- 2010: Onore al merito della Republica Federale di Germania per il suo servizio all'intesa internazionale tra Polonia e Germania
- 1992: "Friedrich-Wilhelm-Award" per il suo trattato di abilitazione alla RWTH di Aquisgrana
- 1983: Premiato dal segretario scientifico dell'Accademia polacca delle Scienze per il trasferimento tecnologico
- 1979: Premio per la tesi di dottorato
- 1974: Premio alla migliore tesi sperimentale in Polonia

## Capitoli del Libro
- E.Y. Kenig, A. Górak: Modeling of Reactive Distillation. In: Modeling of Process Intensification. (Ed. F. J. Keil), Wiley-VCH, Weinheim, 2007
- J. Richter, A. Górak: E. Y. Kenig: Reactive distillation. In: Integrated Reaction and Separation Operations. (Eds. H. Schmidt-Traub & A. Górak), Springer, Heidelberg, 2006
- K. Hölemann, A. Górak: Absorption. In: Fluid Verfahrenstechnik. Grundlagen, Methodik, Technik, Praxis. (Ed. R. Goedecke), Willey-VCH, Weinheim, 2006
- E. Y. Kenig, A. Górak: Reactive Absorption. In: Integrated Chemical Processes . (Eds. K. Sundmacher, A. Kienle & A. Seidel-Morgenstern), Willey-VCH, Weinheim, 2005
- E. Y. Kenig, A. Górak, H.-J. Bart: Reactive separations in fluid systems. In: Re-engineering the chemical processing plant. (Eds. A. Stankiewicz & J. Moulijn), Marcel Dekker Inc., New York, 2003
- A. Górak: Simulation thermischer Trennverfahren fluider Vielkomponentengemische. In: Prozeßsimulation. (Ed. H. Schuler), Verlag Chemie, Mannheim, 1995

## Pubblicazioni e Brevetti
Górak ha più di 450 pubblicazioni e brevetti (1)

## Funzioni
- Dal 2010: Coordinatore regionale , SFB TR63 InPrompt , fondata da DFG
- Dal 2000: Federazione Europea di Ingegneria Chimica, gruppo di lavoro sulla distillazione, l'assorbimento, l'estrazione e l'intensificazione dei processi.
- Dal 1995: Redattore di Chemical Engineering and Processing: Process Intensification
- 2005-2010: ProcessNet, membro del comitato esecutivo
- 2005-2010: ProcessNet, Sezione di Fluidodinamica e Processi di separazione, Presidente
- 2002-2008: ProcessNet, Commissione Tecnica di Ingegneria di Fluidi di Processo , Presidente
- 1999-2005: DECHEMA, Commissione di lavoro per le I Processi di Simulazione e le Sintesi, Presidente